# Comunitatea aglomerației Cergy-Pontoise
Cergy-Pontoise sau Comunitatea aglomerației Cergy-Pontoise (franceză Communauté d'agglomération de Cergy-Pontoise) este o structură intercomunală din Franța, situată în departamentul Val-d'Oise, în regiunea Île-de-France, la nord-vest de Paris. Este numită după principalele două comune care o formează, respectiv Cergy și Pontoise. Comunitatea a fost creată ca o structură de gestionare a orașului nou realizat începând din anii 1960 pentru a face față dezvoltării rapide a aglomerației pariziene. Actualmente Cergy-Pontoise este un exemplu modern de oraș nou planificat cu o populație totală de 207.000 locuitori în 2019.

## Comune componente
- Boisemont
- Cergy
- Courdimanche
- Éragny sur Oise
- Jouy-le-Moutier
- Menucourt
- Neuville-sur-Oise
- Osny
- Pontoise
- Puiseux-Pontoise
- Saint-Ouen-l'Aumône
- Vauréal